# Reelin' in the Years

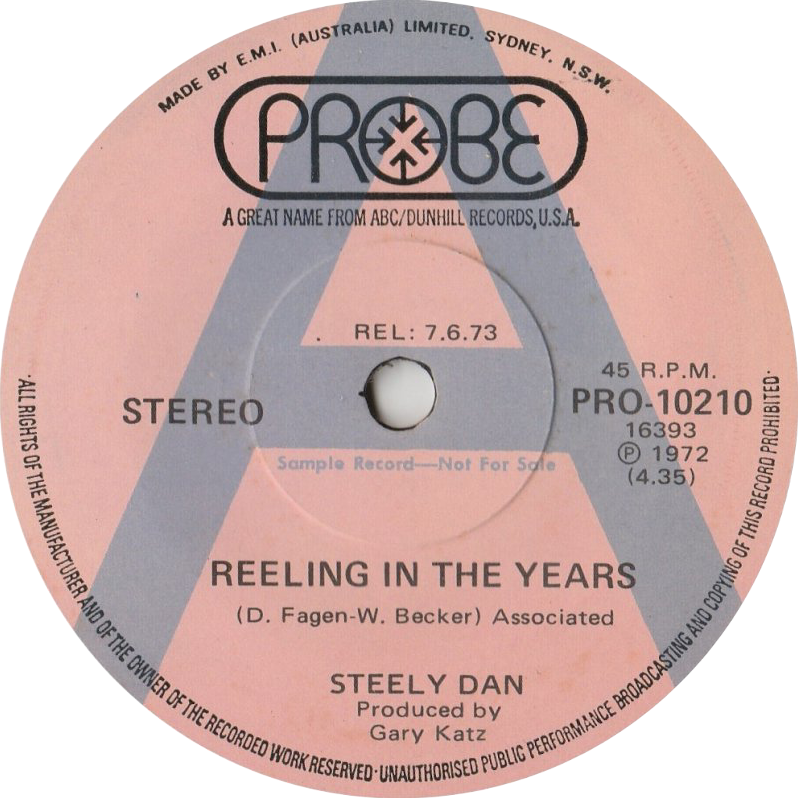

Reelin' in the Years è un singolo del gruppo musicale statunitense Steely Dan, pubblicato nel marzo 1973 come secondo estratto dal primo album in studio Can't Buy a Thrill.

## Successo commerciale
Il singolo raggiunse la posizione numero 11 nella classifica Hot 100 di Billboard e la posizione numero 15 nella classifica canadese.